# Perfect Timing (Outlawz)
Perfect Timing è il sesto album in studio del gruppo musicale rap statunitense Outlawz, pubblicato nel 2011.

## Tracce
1. Intro – Change Gon Come (featuring Prentice of Tru Soul) – 1:42
2. Perfect Timing (featuring Chae & Tony Williams) – 4:15
3. Keep It Lit (featuring Yung Phat Pat) – 4:36
4. Fast Lane (featuring King Malachi) – 3:45
5. Pay Off (featuring Young Buck & Kastro) – 3:26
6. Paranoid (featuring Z-Ro, Trae Tha Truth & June Summers) – 4:23
7. Pushin On (featuring Scarface & Lloyd) – 4:25
8. Tell Me Sumthin Good – 3:44
9. Once in a Lifetime (featuring Aktual) – 3:55
10. So Clean (featuring Stormey Coleman) – 3:57
11. 100 MPH (featuring Bun B & Lloyd) – 4:04
12. Remember Me (featuring Tony Williams) – 3:27
13. Borrowed Time (featuring Livya Lee) – 3:46
14. Dont Wait (featuring Krayzie Bone & Aktual) – 4:34
15. New Years (featuring Tech N9ne) – 4:14
16. All the Time (featuring Belly) – 3:55

## Formazione
- Hussein Fatal
- Young Noble
- E.D.I. Mean